# Película biográfica

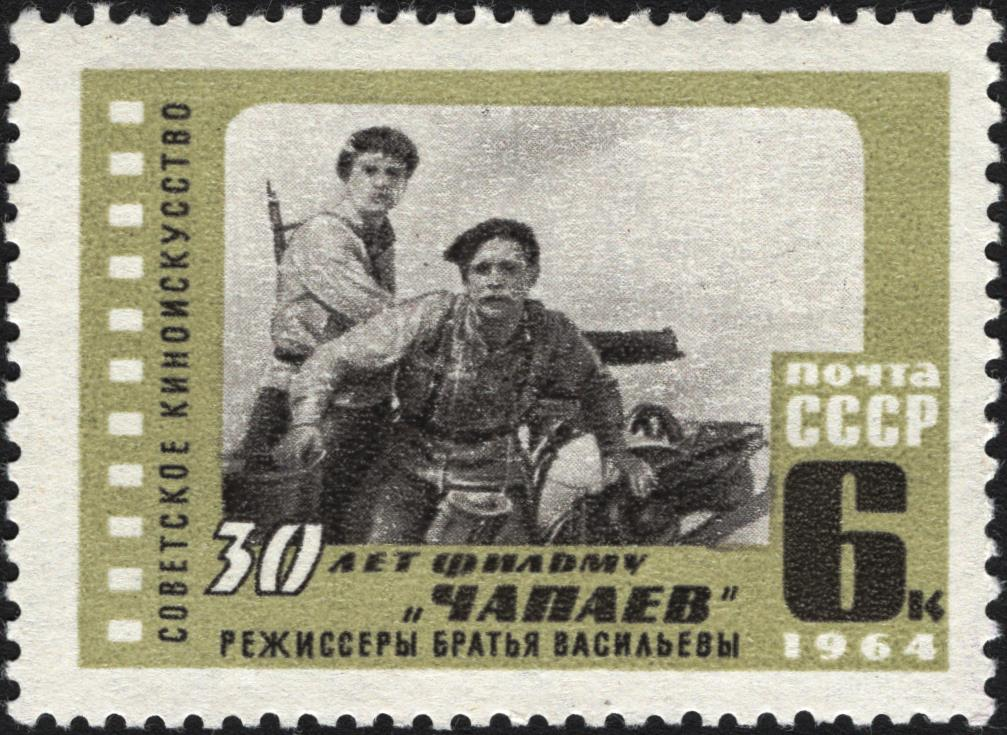
Chapáyev, una película biográfica de 1934 del héroe de guerra ruso Vasili Chapáyev.

El término película biográfica o biopic (del inglés biographical y motion picture) (en ocasiones, también drama biográfico) se aplica a un género cinematográfico que se caracteriza por la dramatización cinematográfica de la biografía de una persona o un grupo de personas reales. Es un subgénero del cine histórico o "de época", y se diferencia de otros géneros confluyentes, como las películas "basadas en una historia real" (reality film).[cita requerida]
Debido a que los personajes retratados son personas reales, cuyas acciones y características son conocidas, los biopics se consideran uno de los géneros más demandados por los actores. Jamie Foxx y Jim Carrey ganaron respeto como actores dramáticos luego de protagonizar biopics, Foxx como Ray Charles en Ray y Carrey como Andy Kaufman en Man on the Moon.
En casos poco frecuentes, llamados algunas veces autobiopics, el personaje de la película se interpreta a sí mismo: Jackie Robinson en The Jackie Robinson Story; Muhammad Ali en The Greatest; Audie Murphy en To Hell and Back; Patty Duke en Call Me Anna; y Howard Stern en Private Parts.

## Reparto
El reparto genera a menudo controversias en las películas biográficas. Implica un equilibrio entre la similitud en el aspecto y la capacidad de retratar las características de la persona imitada. El actor Anthony Hopkins llegó a considerar que no debería haber interpretado a Richard Nixon en Nixon por la falta de parecido entre ambos.[cita requerida] La elección de John Wayne como Gengis Khan en El Conquistador fue controvertida por el hecho de que el estadounidense Wayne fuera el señor de la guerra mongol. Los críticos egipcios criticaron el reparto de Louis Gossett Jr., un actor afroamericano, como el presidente egipcio Anwar el-Sadat en la miniserie de televisión de 1982 Sadat. También hubo quien se opuso al reparto de Jennifer López en Selena porque ella es neoyorquina de ascendencia puertorriqueña, mientras que Selena era mexico-estadounidense.